# 엘리나 살로
아이노 엘리나 살로(핀란드어: Aino Elina Salo, 1936년 3월 9일 ~ )는 핀란드의 배우이다. 1979 유시상 여우주연상, 유시상 여우조연상 3회(1991, 1997, 2012) 수상자이다.

## 출연 작품
- 르 아브르 (2011)
- 과거가 없는 남자 (2002)
- 무밍 (1990)
- 성냥공장 소녀 (1989)